# Tomos
La Tomos è stata una casa motociclistica slovena attiva dal 1954 al 2019.

## Storia

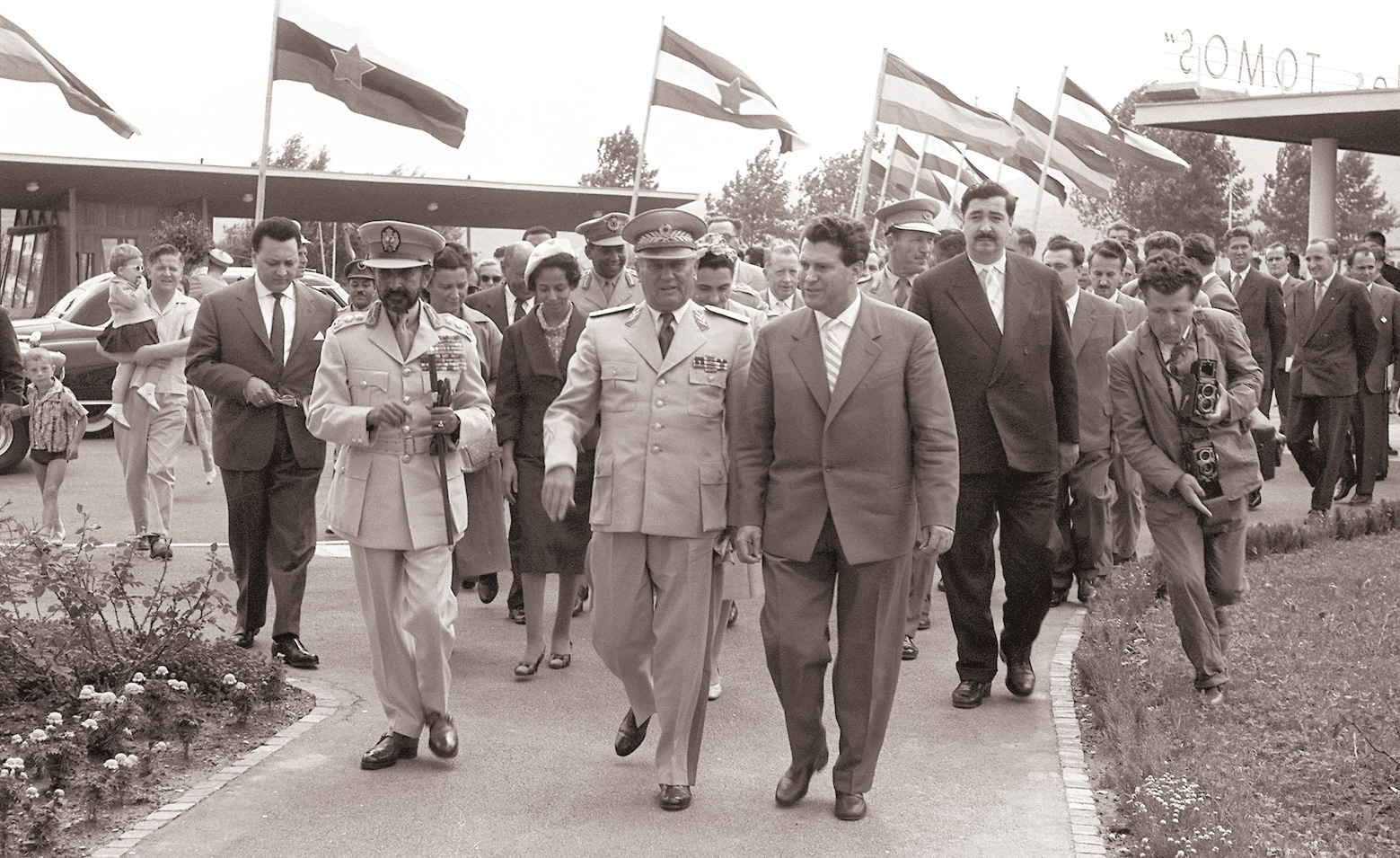
Josip Broz Tito in visita alla fabbrica della Tomos, 1959

Acronimo di TOvarna MOtornih koles Sežana (in italiano "Fabbrica Motocicli Sesana"), l'azienda fu fondata dal governo jugoslavo nel 1954 a Sesana, iniziando a produrre ciclomotori su licenza dell'austriaca Puch l'anno successivo in uno stabilimento a Capodistria. A questi modelli, battezzati Colibrì, si affiancarono una motocicletta di 250 cm³ e uno scooter di 125 e 150 cm³, anch'essi di origine austriaca, ma di scarso successo.

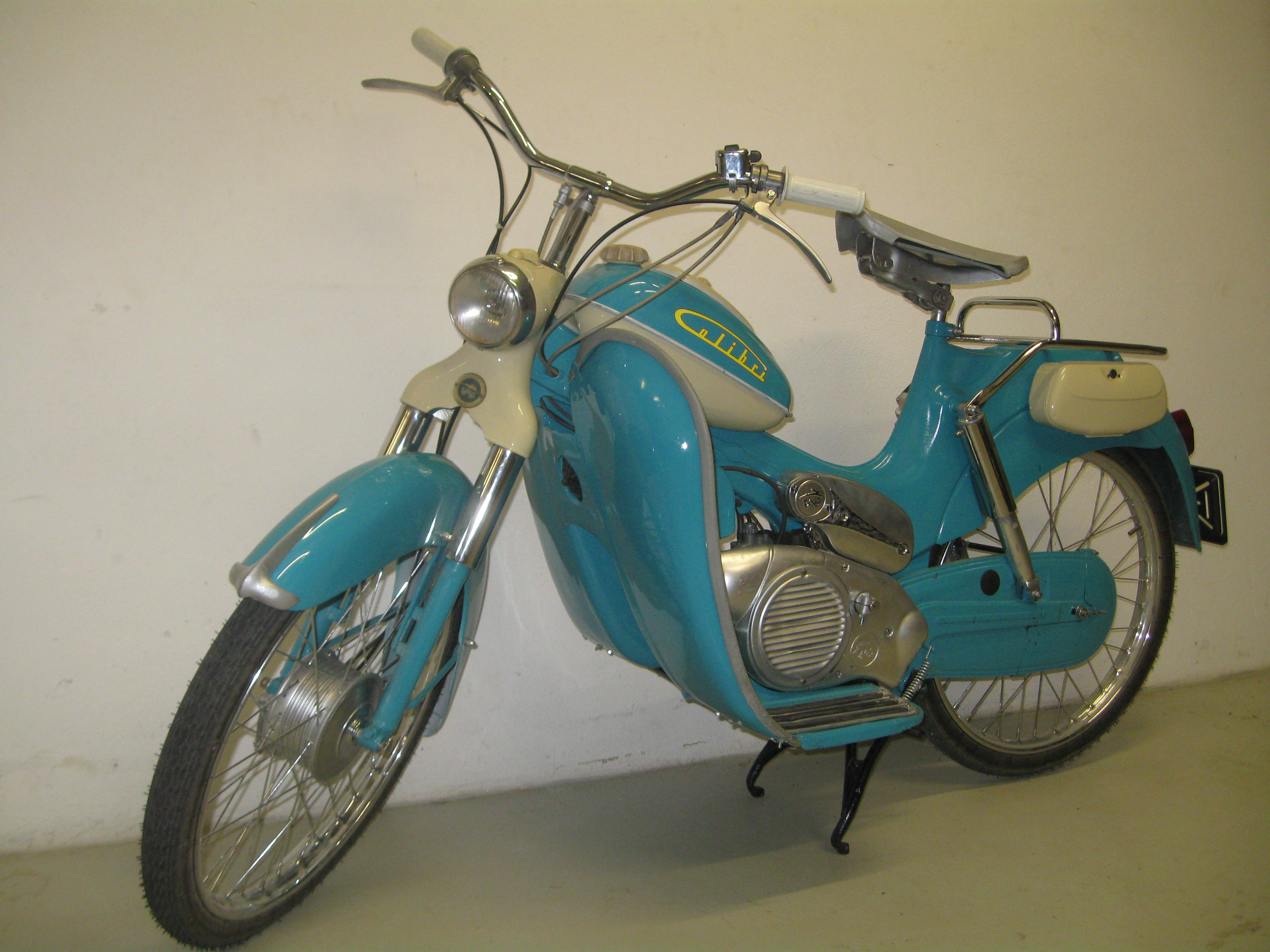
Una Tomos Colibrì del 1960

Nel 1959 la Tomos iniziò la produzione di ciclomotori di propria progettazione, mantenendo il nome "Colibrì", progressivamente aggiornati. Iniziarono anche le esportazioni, dapprima in Svezia e successivamente nei Paesi Bassi, con buoni risultati commerciali, tanto da far aprire, nel 1964 a Epe, uno stabilimento d'assemblaggio. Il 1968 vide l'entrata in produzione del ciclomotore Automatic, con telaio in tubi (anziché in lamiera stampata) e cambio monomarcia. Due anni dopo la Casa jugoslava rientrò nel settore delle moto di grossa cilindrata producendo su licenza la Norton Commando Fastback sotto la denominazione Tomos-Norton TN 750 Fastback; la produzione fu di breve durata, cessando a fine 1970.
Già negli anni sessanta l'azienda di Capodistria iniziò a diversificare le proprie attività, iniziando la produzione di motori fuoribordo e stazionari, oltre che costruendo diversi modelli Citroën (tra cui 2CV, Dyane e GS) ed Alfa Romeo (Giulia 1300 TI, 1750 berlina)per il mercato jugoslavo.
Negli anni settanta i modelli a catalogo furono aggiornati sia esteticamente che meccanicamente (i Colibrì, ora in versione da strada e fuoristrada, dispongono di un nuovo motore con cambio a cinque marce), iniziando anche le esportazioni verso gli USA. Il decennio successivo fu segnato dal lancio dell'Automatic 3 (versione rivista del precedente Automatic, datato 1974), dello stradale BT 50, delle enduro ATX 50 cm³ e CTX 80 cm³ e del Colibrì TS 50, quest'ultimo disegnato da Giorgetto Giugiaro.
Con il collasso della Jugoslavia la Tomos rinnovò la rete di vendita, affidandosi alla Grande distribuzione organizzata e in particolare alla svedese IKEA, e la gamma dei prodotti. Nel 1998 la Casa di Capodistria fu privatizzata: ad acquisirla fu la Hidria Corporation, azienda di Lubiana attiva nel settore della componentistica auto, che proseguì la produzione di motocicli, minimoto e scooter. Dal 2012 è di nuovo presente sul mercato italiano con modelli come il Flexer, il vintage Classic, e lo scooter eletrrico E-Lite.
Nel gennaio 2019, dopo alcuni tentativi di salvataggio, l'azienda dichiara bancarotta e termina definitivamente la sua attività.

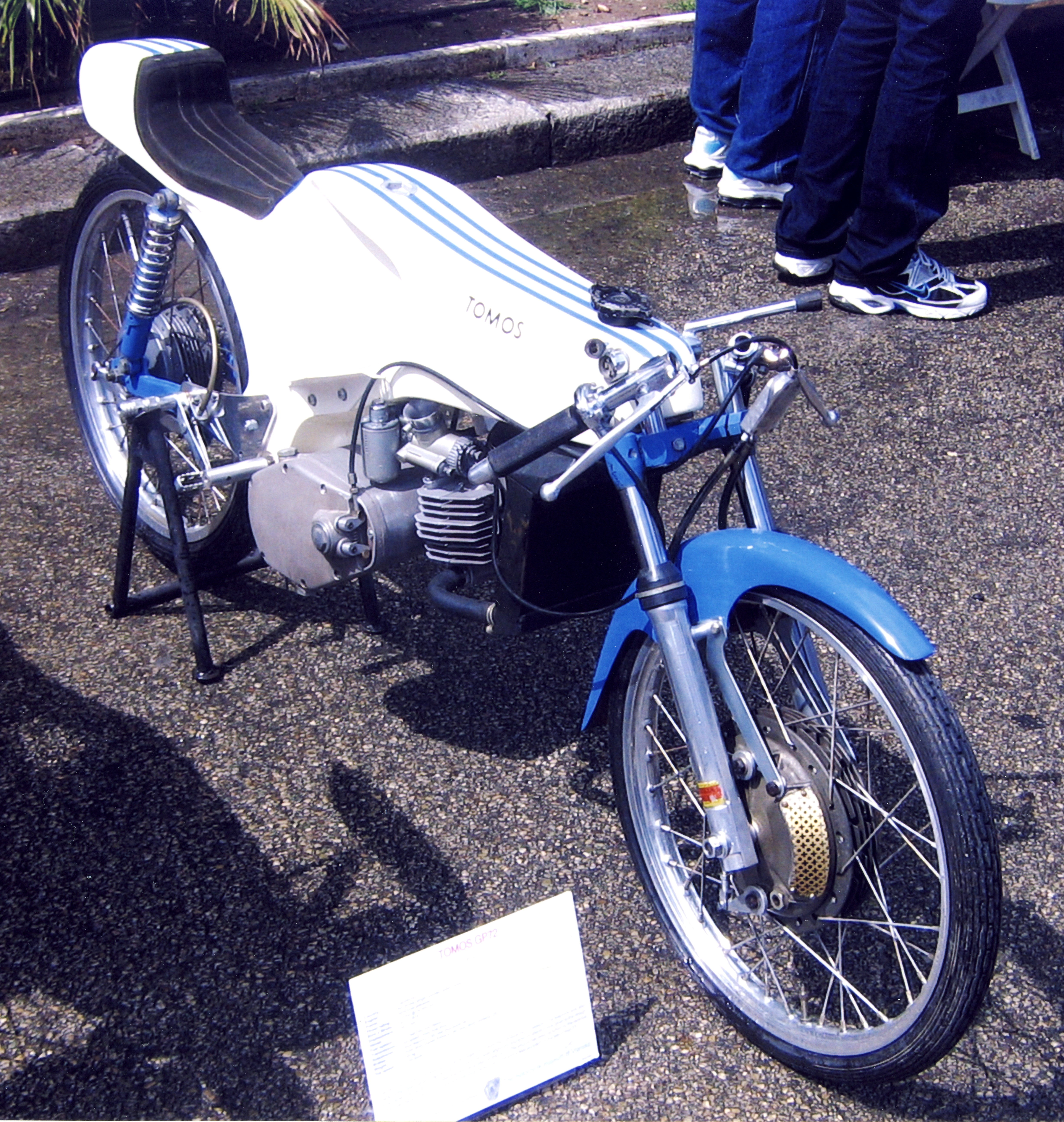
Una Tomos D6 che prese parte al motomondiale 1972 nella classe 50

## L'attività sportiva
Dal 1958, con l'esordio del Colibrì Special, la Tomos si dedicò alle competizioni, concentrandosi in particolare nella classe 50. Già nei primi anni sessanta la Casa ottenne diverse vittorie internazionali, tra cui la gara del Campionato Europeo di categoria ad Hockenheim svoltasi in occasione del GP della Germania Ovest 1961. Grazie a questi successi iniziò la produzione di modelli da corsa destinati ai piloti privati, che ottennero diversi successi a livello nazionale e internazionale nonostante soluzioni tecniche molto vicine a quelle dei modelli di serie.
A livello iridato i migliori risultati furono ottenuti da Gilberto Parlotti, sesto nel 1969 e nono l'anno seguente, in cui ottenne un terzo posto al Nurburgring; il triestino vinse inoltre due titoli italiani. Altro risultato di rilievo fu, nel 1982, il campionato Europeo della 50 vinto da Zdravko Matulja.